# Juste à temps pour Noël
 Juste à temps pour Noël (Just in Time for Christmas) est un téléfilm de Noël américano-canadien réalisé par Sean McNamara et diffusé le 5 décembre 2015 sur Hallmark Channel.

## Fiche technique
- Titre original : Just in Time for Christmas
- Réalisation : Sean McNamara
- Scénario : Don MacLeod ; Helen Frost
- Musique : John Coda
- Durée : 96 minutes
- Pays :  États-Unis,  Canada
- Dates de sortie : 
  - États-Unis : 5 décembre 2015
  - France : 24 décembre 2016

## Distribution
- Eloise Mumford (VF : Noémie Orphelin) : Lindsay Rogers
- Michael Stahl-David (VF : Anatole de Bodinat) : Jason Stewart
- Christopher Lloyd (VF : Michel Paulin) : le grand-père
- William Shatner : le cocher
- Aubrey Arnason : Ashley Noon
- Tess Atkins (VF : Marie Tirmont) : Becca
- Grayson Gabriel : Ryan
- Alisson Amigo (VF : Véronique Picciotto) : Allison
- Aurelio DiNunzio (VF : Mathieu Buscatto) : Gino
- Laura Soltis (VF : Patricia Piazza) : Shannon Rogers
- Christina Jastrzembska (VF : Cathy Cerdà) : Mme Jamison
- Manoj Sood (VF : Lionel Henry) : Richard
- Lucia Walters (VF : Armelle Gallaud) : Dean Stephanie Jackman
- Adaptation française : Daniel Danglard

## Accueil
Le téléfilm a été vu par 3,5 millions de téléspectateurs lors de sa première diffusion.